# Midnight Club
Midnight Club (укр. Опівнічний клуб) серія відеоігор у жанрі аркадних авто- та мотогонок, розроблена Angel Studios/Rockstar San Diego та видана компанією Rockstar Games. Перша частина серії Midnight Club: Street Racing спочатку була випущена у 2000 році ексклюзивно для ігрової приставки PlayStation 2. Після успіху гри компанія створила кілька продовжень для різних платформ.
Ігри серії базуються на імітації вуличних перегонів у містах реального світу з можливістю вільного пересування їхніми дорогами. Починаючи з Midnight Club II у серії з'явилися мотоцикли та спеціальні можливості транспортних засобів. У третій частині були введені ліцензовані виробниками транспортні засоби, а також можливості їх тюнінгу та стайлінгу. В останній частині серії було введено динамічну зміну доби та погоди, а також повноцінні поліцейські погоні з можливістю затримання гравця.
До появи Midnight Club її розробники, Angel Studios, вже мали досвід створення аркадних перегонових ігор, випустивши Midtown Madness і Midtown Madness 2, концепція яких була взята за основу нової серії. Midnight Club отримала прихильні відгуки з боку преси. Рецензенти хвалили геймплей, а також великі та докладні міста з можливістю вільного пересування. Як головний недолік називалася висока складність проходження ігор.

## Ігровий процес

Знімок екрана з останньої гри серії — Midnight Club: Los Angeles. Відмінними рисами перегонів всіх частин франшизи є контрольні точки, до яких гравець має доїжджати будь-яким шляхом.

Всі ігри серії Midnight Club базуються на імітації вуличних перегонів у відкритому світі. Дія ігор відбувається у реальних містах США, Європи та Японії. Основним режимом всіх частин серії є «Кар'єра» — у цьому режимі гравець просувається за сюжетом, беручи участь у перегонах та завданнях, виграваючи чи купуючи нові машини та мотоцикли. У кожному місті можна зустріти гонщиків, мигнути одному з них фарами та поїхати з ним у місце початку проведення заїзду. Після перемоги у серії з кількох змагань гравець отримує транспортний засіб переможеного. У кожній грі серії в тому чи іншому вигляді є поліцейські погоні: поліція на своєму транспортному засобі починає переслідування гравця та його суперників, якщо порушувати правила дорожнього руху.
Крім основного режиму «Кар'єра», є кілька додаткових. Так, у режимі «Аркада» гравець має можливість самостійно вибрати умови змагання, або просто вільно вивчити міста; крім того, в «Аркаді» присутні типи заїздів, недоступні в «Кар'єрі». У всіх частинах серії також представлений багатокористувацький режим: у першій грі він був зроблений з технологією розділеного екрана, а в наступних з'явився також мережевий режим. Крім цього, починаючи з другої частини в серію було впроваджено редактора, що дозволяє створювати власні перегони, а з третьої — можливості тюнінгу та стайлінгу транспортних засобів.
Велику увагу дизайнери ігор приділили містам, географія яких відтворена таким чином, щоб гравці могли отримати задоволення від перегонів та пошуків різноманітних альтернативних маршрутів, знання яких часто має вирішальне значення у заїздах. Не в останню чергу для цього була опрацьована модель пошкоджень навколишніх об'єктів: в іграх можна не тільки збивати об'єкти у вигляді дорожніх знаків, дрібних парканів тощо, а й пробивати скляні двері в будинках з метою скорочення маршруту. Дорогами міст роз'їжджає транспорт, а тротуарами йдуть пішоходи, яких залежно від конкретної гри можна чи не можна збити. У більшості елементів серії також присутні колекційні предмети, які заховані у важкодоступних місцях і при зборі відкривають різноманітні додаткові можливості та контент.
У всіх частинах серії реалізовано модель пошкоджень транспортних засобів. У багатьох рисах вона залишається незмінною від гри до гри: зіткнення впливають на зовнішній вигляд автомобілів та мотоциклів, а також на заповнення шкали на панелі приладів, що в кінцевому підсумку призводить до виведення транспортного засобу з ладу, після чого потрібно його відновити до початкового стану. Пошкодження мають деякі індивідуальні риси в залежності від гри. Так, починаючи з другої частини, з'явилися заправні станції, при зіткненні з бензоколонками на яких вибухають, виводячи транспортний засіб з ладу, а в останній грі серії при повному ламанні транспортного засобу потрібно проводити його ремонт вручну.

## Ігри
| Рік  | Назва                                       | Розробник          | Платформа | Платформа | Платформа          |
| ---- | ------------------------------------------- | ------------------ | --------- | --------- | ------------------ |
| Рік  | Назва                                       | Розробник          | Консоль   | Комп'ютер | Портативна система |
| 2000 | Midnight Club: Street Racing                | Angel Studios      | PS2       |           | GBA                |
| 2003 | Midnight Club II                            | Rockstar San Diego | PS2 Xbox  | Windows   |                    |
| 2005 | Midnight Club 3: DUB Edition                | Rockstar San Diego | PS2 Xbox  |           | PSP                |
| 2006 | Midnight Club 3: DUB Edition Remix          | Rockstar San Diego | PS2 Xbox  |           |                    |
| 2008 | Midnight Club: Los Angeles                  | Rockstar San Diego | PS3 X360  |           |                    |
| 2008 | Midnight Club: L.A. Remix                   | Rockstar London    |           |           | PSP                |
| 2009 | Midnight Club: Los Angeles Complete Edition | Rockstar San Diego | PS3 X360  |           |                    |

## Історія розробки

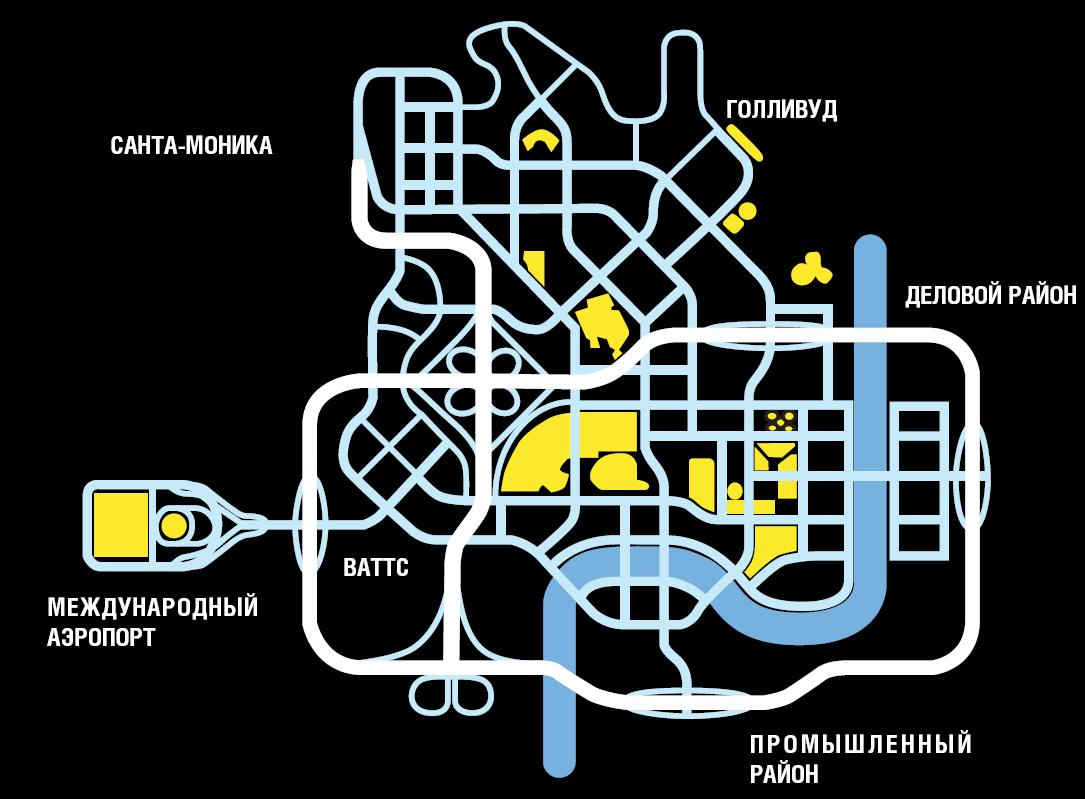
Карта Лос-Анджелеса з другої частини серії — Midnight Club II. Вулиці цього та інших міст ігор франшизи були відтворені з розрахунком на варіативність маршрутів та високу швидкість проходження перегонів.

Серію відеоігор Midnight Club було розроблено Angel Studios. При створенні першої частини серії, Midnight Club: Street Racing, студія спиралася на досвід своїх попередніх гоночних аркад — Midtown Madness і Midtown Madness 2, і тому Midnight Club має схожі концепцію та геймплей — вуличні перегони у відкритому світі по реальним містам. Midnight Club стала одним із перших ігрових проєктів з тематикою вуличних перегонів. Midnight Club: Street Racing була випущена восени 2000 року, як стартовий ексклюзив для нової на той час приставки PlayStation 2, а наступного року студія Rebellion Developments створила версію гри для Game Boy Advance; 2013 року вийшла версія для PlayStation 3.
Після того, як Midnight Club: Street Racing продемонструвала свою успішність, команда розробників вирішила створити сиквел. Під час роботи над Midnight Club II, Angel Studios було придбано Rockstar Games, які переформували їх у Rockstar San Diego, став їх материнською компанією. У другій грі серії з'явилися такі нововведення, як мотоцикли (Midnight Club II стала першою відеоігровою гонкою, в якій використані і автомобілі, і мотоцикли), спеціальні здібності та онлайн-режим. Крім того, поліпшення в порівнянні з попередником зазнали таких аспектів, як дизайн міст, графіка і сюжет. Спочатку випуск відбувся навесні 2003 року на PlayStation 2, а влітку вийшли портовані версії для Xbox та Microsoft Windows; версія для Windows згодом була перевидана у 2008 році у сервісі SteamSteam, а у 2013 році вийшла версія для PlayStation 3.
На хвилі популярності тематики вуличних перегонів розробники після випуску Midnight Club II розпочали створювати продовження, що отримало назву Midnight Club 3: DUB Edition. Основною відмінністю від попередніх частин є введення в серію ліцензованих транспортних засобів від відомих світових виробників, таких як Nissan, Chevrolet, Kawasaki та багато інших. Крім іншого, у грі вперше в серії з'явилися можливості тюнінгу та стайлінгу, подібно до наявних в іграх Need for Speed: Underground і Need for Speed: Underground 2. Транспортні засоби та запчастини для них можна не тільки виграти, а й купити, витративши на них зароблені у перегонах гроші. Під час створення третьої гри Rockstar San Diego співпрацювали з журналом DUB Magazine та зі студією Rockstar Leeds. Midnight Club 3: DUB Edition вийшла навесні 2005 року на Xbox, PlayStation 2 і PlayStation Portable, а роком пізніше вийшло перевидання для Xbox і PlayStation 2 з новим контентом, що отримало назву Midnight Club 3: DUB Edition Remix; перевидання було також випущене у 2012 році для PlayStation 3.
Хоча Midnight Club 3: DUB Edition спочатку замислювалася завершальною частиною, в 2007 році Rockstar San Diego розпочали розробку наступної гри серії під назвою Midnight Club: Los Angeles на новому рушію компанії Rockstar Games — RAGE (попередні частини серії використовували двигун власної розробки Angel Studios — AGE). Гра призначалася для консолей наступного покоління — Xbox 360 та PlayStation 3. Під час створення всі аспекти попередніх частин були значно вдосконалені, а екрани завантаження були повністю прибрані, оскільки команда творців, за їхніми словами, хотіла дати гравцям більше почуття свободи. Для PlayStation Portable студією Rockstar London також розроблялася окрема версія під назвою Midnight Club: L.A. Remix, яка відрізнялася деякими змінами та спрощеннями у зв'язку з технічними обмеженнями портативної консолі. Випуск гри відбувся восени 2008, а наступного року вийшло перевидання для Xbox 360 і PlayStation 3 під назвою Midnight Club: Los Angeles Complete Edition, що включає в себе оригінальну гру і всі доповнення, що вийшли для неї.
Після випуску Midnight Club: Los Angeles головні розробники серії — Джей Панек та Марк Гароне — були звільнені у зв'язку зі змінами у студії Rockstar San Diego та важкими умовами праці, через які на адресу компанії Rockstar Games висловлювалися численні скарги від працівників та їхніх сімей . Звільнення торкнулися інших працівників студії, які не хотіли брати участь у розробці іншої гри від Rockstar Games — Red Dead Redemption. З цих причин у пресі зазначили, що потенційне продовження серії Midnight Club більше не може побачити світ. Проте згодом неодноразово з'являлася інформація про можливе відродження франшизи. Так, 1 серпня 2017 року на серверах Xbox Live з'явилося два скріншоти з потенційного перезапуску серії Midnight Club, але жодних коментарів від самих Rockstar Games із цього приводу не надходило. У листопаді 2020 року стало відомо про наміри Take-Two Interactive купити студію Codemasters, відому по створенню таких гоночних ігрових серій, як Dirt і Grid, аби студія могла б допомогти у створенні нової частини серії Midnight Club,, але зрештою студію купила Electronic Arts. У січні 2022 року під час інвесторської телеконференції глава Take-Two Interactive Штраус Зельник заявив про можливе продовження відомих франшиз Rockstar Games, включаючи Midnight Club.

## Відгуки
| Гра                                  | Середня оцінка Metacritic               |
| ------------------------------------ | --------------------------------------- |
| 'Midnight Club: Street Racing'       | 78/100 (PS2) 50/100 (GBA)               |
| 'Midnight Club II'                   | 86/100 (Xbox) 85/100 (PS2) 81/100 (ПК)  |
| 'Midnight Club 3: DUB Edition'       | 84/100 (PS2) 84/100 (Xbox) 74/100 (PSP) |
| 'Midnight Club 3: DUB Edition Remix' | 87/100 (Xbox) 85/100 (PS2)              |
| 'Midnight Club: Los Angeles'         | 82/100 (PS3) 81/100 (X360)              |
| 'Midnight Club: L.A. Remix'          | 79/100 (PSP)                            |

Загалом ігри серії Midnight Club отримали позитивні відгуки з боку гравців та професійної преси. Серія також здобула комерційний успіх: станом на липень 2004 року продажі перевищили 3 мільйони примірників, а на квітень 2021 року всього було продано 18,5 мільйонів копій ігор, що зробило Midnight Club п'ятою найпроданішою серією гоночних ігор.
В оглядах рецензенти часто хвалили великі та опрацьовані локації: зазначалося, що відкритий світ сповнений різноманітних альтернативних маршрутів та коротких шляхів, що додає різноманітності проходженню перегонів, під час яких відсутні невидимі стіни, а різні пам'ятки (наприклад, Міжнародний аеропорт Лос-Анджелеса та Лувр) відтворені сумлінно та достовірно. Ігровий процес оглядачі описували, як динамічний і дуже швидкий, а багатокористувацький режим, на їх думку, значно збільшував реграбельність і був здатний продовжити час, проведений за грою. На журналістів також справляли хороше враження транспортні засоби, різноманітність їх здібностей (наприклад, їзда на двох колесах) та можливостей: автомобілі та мотоцикли можна піддати модифікації, починаючи з фарбування та зміни їх деталей і закінчуючи установкою функції уповільнення часу або ЕМЗ.
Основні критики гри серії піддавалися через надмірно високу складність проходження. Рецензенти помічали, що суперники мають відмінні навички водіння, добре знають вулиці міст і завжди готові скористатися найменшими помилками гравця. Транспортні засоби в серії мають високу швидкість і «божевільну» аркадну фізику, що, за словами оглядачів, вимагає від гравців гарної реакції та уваги, щоб встигати вчасно реагувати на те, що відбувається. Складність проходження посилює і відкритий світ, який потрібно ретельно вивчити, щоб не заблукати в заплутаних міських вулицях, а також вміти скористатися найкоротшими та найзручнішими маршрутами та прихованими шляхами з метою обігнати суперників та перемогти у перегонних змаганнях.

### Вплив
Midnight Club стала однією з перших ігор, у якій використано тематику вуличних гонок. Свобода вибору шляху до контрольних точок під час гонок, що відбуваються в реальних містах, стали основною відмінністю серії. Ігровий процес та тематика, схожі з представленими в Midnight Club, згодом були використані в деяких інших гоночних іграх, у тому числі Need for Speed: Underground та Need for Speed: Underground 2, в яких гравець також бере участь у гонках міськими вулицями. Деякі можливості, як, наприклад, використання в гонках і автомобілів і мотоциклів, вперше використані в Midnight Club і згодом реалізовувалися в іграх інших компаній, таких як Test Drive Unlimited, Burnout Paradise та інші. Крім того, деякі елементи геймплею Midnight Club використовувалися в інших іграх компанії Rockstar Games.